# Grundwortschatz
Der Grundwortschatz (auch: Basiswortschatz, Gebrauchswortschatz, Minimalwortschatz) kann als diejenige Menge von Wörtern einer Sprache definiert werden, die nötig sind, um ca. 85 % eines beliebigen Textes einer bestimmten Sprache in einem bestimmten Entwicklungsstadium zu verstehen. Er wird etwa beim Verfassen von Texten in Einfacher Sprache herangezogen. Dem schließt sich der sogenannte Aufbauwortschatz an, der erforderlich ist, um höhere Anteile von Texten zu bewältigen, und je nach Bedarf unterschiedlich gestaltet werden kann.

## Grundwortschatz des Deutschen
Genau wie bei allen anderen natürlichen Sprachen ergeben bereits vergleichsweise wenige deutsche Wörter einen hohen Textdeckungsgrad. Alan Pfeffer ermittelte für das gegenwärtige Deutsch so 1.285 Wörter, mit deren Hilfe je nach Textsorte zwischen 85,9 % und 92,2 % der Texte verständlich sind. Theodor Lewandowski gibt an, dass die 1.000 häufigsten Wörter genügen, um etwa 80 % von deutschen Texten zu verstehen; mit 2.000 Wörtern können um die 90 %, mit 4.000 Wörtern um die 95 % gelesen werden. Der Gesamtwortschatz ist schwer quantifizierbar, umfasst jedoch ein Vielfaches dieser Werte.
Methodisch evaluiert werden Grundwortschätze unter anderem durch Frequenzlisten. Bei diesem Ansatz werden Korpora zusammengestellt, welche die Anteile unterschiedlicher Textsorten, Genres, Topics usw. der Sprachrealität möglichst adäquat abbilden sollen. Ein Hauptproblemfeld hierbei ist die notwendige Balance zwischen geschriebener und gesprochener Sprache.
Für das Deutsche wurde eine solche Frequenzstudie im größeren Umfang zuletzt von Randall L. Jones und Erwin Tschirner durchgeführt und 2006 publiziert. Ihr Kernvokabular umfasst 4.034 Lemmata, wobei der, die, das (zusammengefasst auf Rang 1) 115.983mal pro einer Million Wörter auftreten. Eine Gruppe von knapp hundert Wörtern – darunter Abfall, Spruch und zweifellos – bilden das Ende der Liste und kommen auf eine Frequenz von 16 unter einer Million. Diese frappierende Diskrepanz zwischen Hoch- und Niedrigfrequenzbereich erklärt zugleich den beschriebenen hohen Textdeckungsgrad. Sie lässt sich mit dem Zipfschen Gesetz beschreiben.
Ein Erklärungsansatz für diese Beobachtung in der Grundwortschatzforschung setzt die relative Häufigkeit von Funktionswörtern im Hochfrequenzbereich in den Fokus. Ohne autosemantische Aufladung treten diese in jeder sprech- und schriftsprachlichen Äußerungs-/Textform auf und sorgen dafür, dass bereits die zehn häufigsten Lemmata in Jones/Tschirner einen Textdeckungsgrad von knapp 28 % ergeben.
| Wort          | Treffer pro Million | Anteil in Prozent |
| ------------- | ------------------- | ----------------- |
| der, die, das | 115.983             | 11,60 %           |
| und           | 28.445              | 2,84 %            |
| sein          | 24.513              | 2,45 %            |
| in            | 23.930              | 2,39 %            |
| ein           | 23.608              | 2,36 %            |
| zu            | 14.615              | 1,46 %            |
| haben         | 13.423              | 1,34 %            |
| ich           | 11.201              | 1,12 %            |
| werden        | 11.016              | 1,10 %            |
| sie           | 10.245              | 1,02 %            |

„Textdeckung“ darf in diesem Zusammenhang nicht mit „Textverstehen“ gleichgesetzt werden. Die Grenzen zwischen Grund- und Gesamtwortschatz einer Einzelperson sowie dazwischen Aufbau-/Erweiterungswortschatz in der Fremdsprachendidaktik sind fließend. Nichtsdestotrotz verfügen auch Autosemantika wie Substantive gerade im Hochfrequenzbereich über eine gewisse Statik. Eine vergleichende Frequenzerhebung von 2013 – ausgewertet wurden Texte der Zeitscheiben 1905–1914, 1948–1957 sowie 1995–2004 – machte Verschiebungen innerhalb verschiedener Wortklassen transparent. Unter den zwanzig häufigsten Substantiven traten dreizehn in jeder Periode auf: Jahr, Herr, Zeit, Frau, Mensch, Tag, Leben, Mann, Kind, Auge, Welt, Frage und Teil.

## Bedeutung des Grundwortschatzes
Die Erforschung des Grundwortschatzes ist sowohl für die Didaktik der Muttersprache als auch für die von Fremdsprachen bedeutsam, gibt sie doch Hinweise darauf, welche Teile des Wortschatzes besonders notwendig sind, um mit möglichst wenig Lernaufwand zu einem möglichst hohen Textverständnis zu kommen. Problematisch hierbei ist jedoch, dass die häufigsten Wörter gleichzeitig besonders viele verschiedene Bedeutungen haben.

## Grundwortschatz in verschiedenen Kommunikationsbereichen
Ein Grundwortschatz kann auch für die einzelnen Kommunikationsfelder einer Sprachgemeinschaft getrennt bestimmt werden, etwa für die verschiedenen Fachgebiete oder Soziolekte. Solche Ansätze sind sinnvoll, wenn es um die Didaktik bestimmter Fachsprachen oder um sprachsoziologische Fragen geht. Bei Fachsprachen kommt man zu ähnlichen Dimensionen, wie sie bereits oben für die Standardsprache angeführt wurden: mit den 1100–1200 häufigsten Wörtern kann man „durchschnittlich 80–90 % eines jeden Textes“ verstehen.
Eine besondere Bedeutung hat der Grundwortschatz in der Diskussion um methodische Konzepte für den Rechtschreibunterricht. Allerdings werden hier auch die Grenzen dieses Ansatzes deutlich. So zeigen verschiedene Untersuchungen, dass sich als besonders häufig nur 100–300 (Funktions-)Wörter auszeichnen lassen, bei den Inhaltswörtern flacht die Kurve stark ab, d. h. das 900. Wort ist nur unwesentlich häufiger als 700; außerdem sagt der Anteil eines Wortes in einem Textkorpus insgesamt nichts über seine Verwendungsbreite aus, z. B. wenn wenige Schreiber ein Wort häufig nutzen.
Vorgeschlagen wird deshalb, nur einen gemeinsamen Kernwortschatz von ungefähr 250 Wörtern vorzugeben und diese zu ergänzen durch ebenfalls je 250 themenbezogene Klassenwörter und 250 individuell wichtige Wörter, die genauso gut als Modellwärter für typische Rechtschreibmuster dienen könnten. Ein solches interessengeleitetes Rechtschreiblernen sei zudem effektiver. Außerdem täuschen Zahlen wie „Die 100 häufigsten Wörter decken zwei Drittel der laufenden Texte ab“; denn bei vielen Wörtern liegen die Probleme in den abgeleiteten Formen (vgl. etwa „sah“ oder „sieht“ zu „sehen“). Diese müssen oft gesondert gelernt werden, so dass aus einem scheinbar kleinen Grundwortschatz von 750 Wörtern rasch mehr als 1.000 zu lernende Wortformen werden. Insofern ist der Rechtschreibunterricht wesentlich breiter anzulegen und in diesem kann das Üben häufiger Wörter nur einen begrenzten Beitrag leisten.

## Wortlisten in der Glottochronologie
Die Glottochronologie entwickelte für ihre sprachhistorischen Fragen Listen von Grundwörtern, die möglichst unabhängig von kulturellen Einflüssen sein und sich daher als historisch möglichst stabil erweisen sollten. Aufgrund der Verfallsraten dieser Wörter sollten die Verwandtschaftsverhältnisse zwischen Sprachen bestimmt werden. Der Ansatz darf im Wesentlichen als gescheitert angesehen werden.